# 千葉えみ
千葉 えみ（ちば えみ、1979年（45 - 46歳） - ）は、日本のピアニスト、作曲家。

## 概要
6歳より、近所のピアノ教室に通い始め、高校卒業後、洗足学園短期大学ピアノ科へ入学。卒業後、更に洗足学園大学の音楽学部に編入。和声学の授業にて、課題にそってメロディーラインを書いたところ、教授に絶賛され、成績最優秀で卒業。その他授業で、友人がホルストの「火星」をピアノ用にアレンジしたものを友人と連弾で演奏。ピアノを使って他の楽器の音色を出すよう心がけた演奏をし、成績最優秀を取得。

## 作品について
- 2006年 - 独学での作品「聖堂」等。「聖堂」は2011年ショパン音楽院の終了演奏会にて披露。ポーランドの人々から好評頂く。
- 2009年 - セラフィムの公演に使用する曲として「ジュエル」や「神曲-光-」「神曲-闇-」作曲。
- 2011年 - デュオ「セラフィム」の朗読劇に使うBGMとして「スイセンになったわかもの（全11曲）」を作曲。
- 2012年
  - ピアノ曲を多数作曲。「生命的な動き」はTIAA全日本作曲家コンクールにて奨励賞を受賞。「深海の生物」「リュウグウノツカイ」組曲 石ノコトバより「ロードクロサイト」「レインボー・オブシディアン」「アンバー」「アマゾナイト」。
  - ピアノ協奏曲第一番「earth」を作曲。2楽章は作成中。その他オーケストラ作品「フローライト」（元々はピアノ曲）を作曲。
- 2013年 - 交響曲第一番「宇宙の変化」を作曲。その他ピアノ曲「水の反映」オリジナルキャラクターやまねさんのBGM「秋の幻想的な森」「都会」「夢」「神社にて」「やまね物語」を作曲。

その他、初期の作品として、カフェで休憩中に書いた携帯着メロシリーズや披露宴の手紙朗読で使用した「手紙」、妹の誕生日に書いた「命が生まれた日」等がある。「手紙」は両親に捧げている。

## 音楽以外の活動・今後の活動等
- 天然記念物である「やまね」をモチーフにした「ヤマネさん」をイラストで描き、ペーパーウェイト等の作品にもしている。
- 2013年9月16日には及川音楽事務所のコンサートでピアノ協奏曲第一番「earth」を披露。
- 2013年11月2日のデザインフェスタに出店予定。